# 대장부일기
《대장부일기》(大丈夫日記, Diary of a big man)는 홍콩에서 제작된 초원 감독의 1988년 코미디 영화이다. 주윤발 등이 주연으로 출연하였다.

## 출연

### 주연
- 주윤발
- 왕쭈셴
- 예첸원

### 조연
- 이자웅
- 오가려
- 왕청